# 道の駅よしおか温泉
道の駅よしおか温泉（みちのえき よしおかおんせん）は、群馬県北群馬郡吉岡町にある国道17号の道の駅である。

## 概要
以前からこの場所には、町営の温泉施設（リバートピア吉岡）、緑地運動公園、ゴルフ場を中心とした複合施設が存在していた。そこに前橋渋川バイパスが敷設されることになり、バイパスを通じた交流の接点の創出と地域活性化を目的として、新たに物産館や情報案内所などの道の駅施設を併設し、2010年（平成22年）3月28日のバイパス開通にあわせ道の駅としてリニューアルオープンした。

## 歴史
- 1998年（平成10年） - よしおか温泉リパートピア吉岡開業
- 2001年（平成13年） - 「吉岡ケイマンゴルフ場」群馬県企業局から吉岡町へ移譲
- 2001年（平成13年） - 吉岡町営緑地運動公園オープン
- 2003年（平成15年） - サイクリングロード 吉岡町内開通
- 2007年（平成19年） - 道の駅整備検討委員会と部会が設立
- 2009年（平成21年）12月9日 - 15日 - 吉岡町議会第4回定例会にて道の駅設置管理条例制定
- 2009年（平成21年）12月20日 - よしおか温泉リバートピア吉岡リニューアルオープン
- 2010年（平成22年）3月1日 - 国土交通省道路局 道の駅よしおか温泉の新規登録
- 2010年（平成22年）3月20日 - 前橋渋川バイパス 一部暫定2車線で全線開通
- 2010（平成22年）年3月28日 - 道の駅よしおか温泉としてグランドオープン

## 施設
パークゴルフ場・サイクリングロードに隣接してあり、運動後に温泉施設でリフレッシュできるのが特徴である。
- 駐車場（普通車159台、大型車8台、身障者用3台）
- トイレ（男7、女4、身体障害者用1）
- 公衆電話
- クラブハウス・案内所棟（午前8時30分 - 午後5時、毎月15日および年末年始休業）
- 物産館棟（午前9時 - 午後7時、年中無休）
  - 地元農産物の販売
- 温泉棟 リバートピア吉岡（午前10時 - 午後9時、毎月15日（土日祝の場合翌平日）休館）
  - 男湯女湯（各サウナ、露天風呂有）、家族風呂（大・小）、リラクゼーション整体ルーム、多目的スペース、休憩所

入館料：大人＝600円、小人・身障者＝400円
家族風呂およびリラクゼーション整体利用は別料金
  - レストラン
  - 貸切個室
- 足湯（午前10時 - 午後6時、利用無料）
- 展望台
- 漆原天神東公園
- 県営自然エネルギーパーク

## 道路

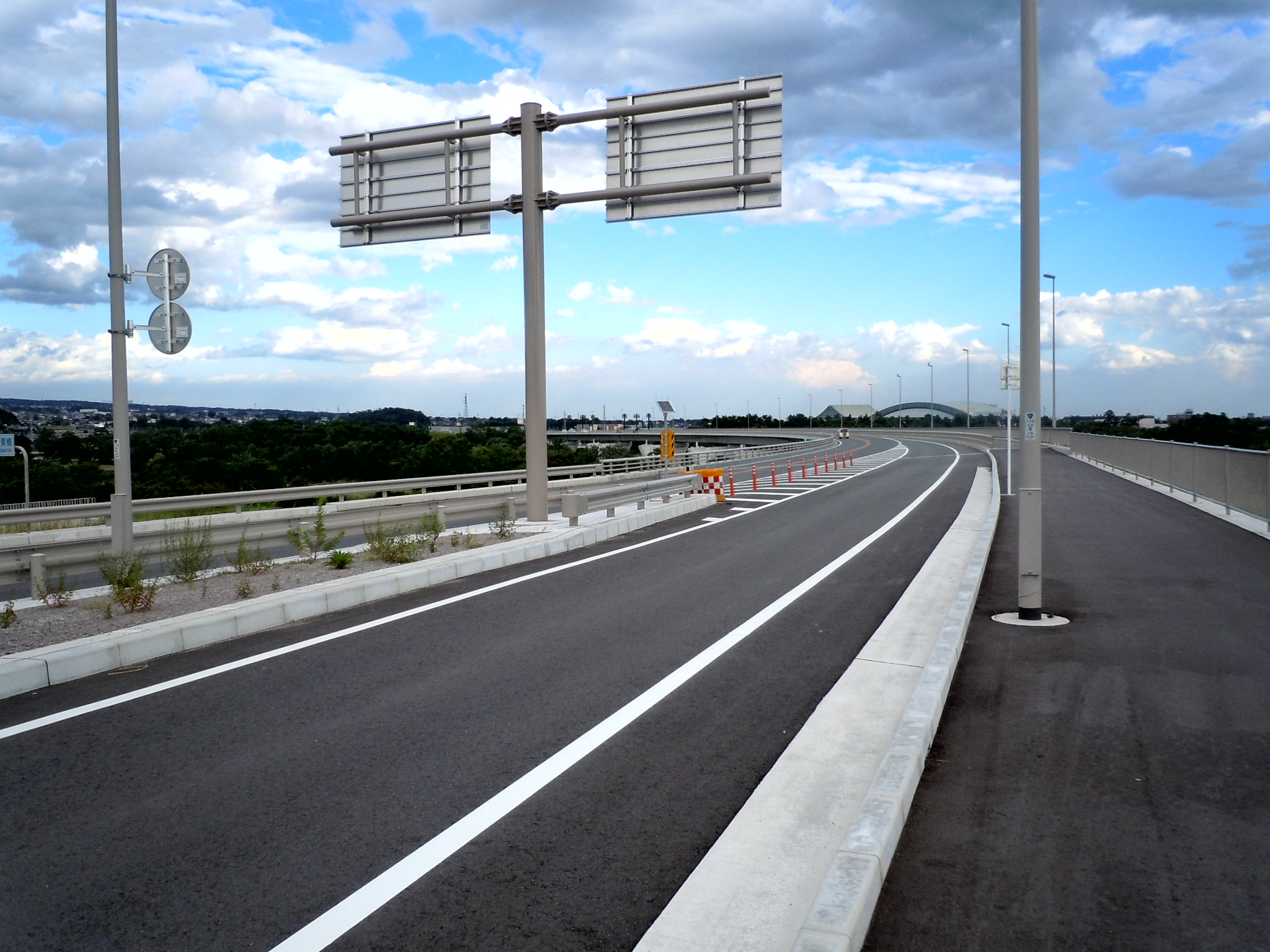
近接する国道17号前橋渋川バイパス

- 町道温泉通線
- 国道17号（前橋渋川バイパス）

## 周辺
- 吉岡ケイマンゴルフ場
- ケイマン・パーク・グラウンドゴルフ場
- 利根川自転車道
- 群馬県総合スポーツセンター（ぐんま武道館、アイスアリーナ）
- 吉岡町緑地運動公園
- 群馬大学本部（荒牧キャンパス）
- 群馬県消防学校
- 利根川